# بي سي ليونز
بي سي ليونز BC Lions هو فريق كرة قدم كندي محترف ومقره في مدينة فانكوفر في مقاطعة كولومبيا البريطانية. ويتنافس الفريق في القسم الغربي من الدوري الكندي لكرة القدم (CFL)، ويلعبون مبارياتهم على أرضهم في ملعب بي سي بليس.
لعب بي سي ليونز موسمه الأول في عام 1954، ولعب في كل موسم منذ ذلك الحين، مما يجعله أقدم نادي رياضي احترافي في كولومبيا البريطانية. وقد لعبوا في مباراة بطولة الكأس الرمادية بالدوري 10 مرات، وفازوا بست مرات، وكانت آخر بطولة لهم في عام 2011.
كان فريق بي سي ليونز أول فريق كندي غربي يفوز بالكأس الرمادية على أرضه، وقد فعل ذلك في عامي 1994 و 2011، قبل أن يحقق ساسكاتشوان رافريدرز هذا الإنجاز في عام 2013.